# Sassa
Pour l'animal, voir oréotrague.
Sassa est une localité située dans le département de Yako de la province du Passoré dans la région Nord au Burkina Faso.

## Géographie
Sassa se trouve à 8 km au sud-est du centre de Yako, le chef-lieu de la province, et à 2 km au nord-ouest de Pélegtenga. La localité est traversée par la route nationale 2.

## Santé et éducation
Le centre de soins le plus proche de Sassa est le centre de santé et de promotion sociale (CSPS) de Pélegtenga tandis que le centre médical avec antenne chirurgicale (CMA) de la province se trouve à Yako.